# One Day (at a Time)
One Day (at a Time) är en sång av John Lennon, utgiven 1973 på albumet Mind Games. Lennon sjunger denna låt i falsett, en annan version utan falsettsång finns på John Lennon Anthology.